# Brownsdale (Floryda)
Brownsdale – jednostka osadnicza w Stanach Zjednoczonych, w stanie Floryda, w hrabstwie Santa Rosa.